# Holland Tunnel
Le Holland Tunnel, autrefois connu sous le nom de Hudson River Vehicular Tunnel ou de Canal Street Tunnel, est un des deux tunnels autoroutiers qui traversent l'Hudson pour relier l'île de Manhattan (ville de New York) à Jersey City (New Jersey), sur le continent. L'autre tunnel est le Lincoln Tunnel.
Construit entre 1920 et 1927, le tunnel a été baptisé du nom de l'ingénieur en chef responsable des travaux, Clifford Milburn Holland (1883 - 1924), mort avant l'achèvement de l'ouvrage. Conçu à une époque où l'automobile commençait à se développer, le tunnel était l'un des premiers au monde à bénéficier d'une ventilation, assurée par d'énormes ventilateurs de 24 m de diamètre.
Le Holland Tunnel est double, chaque galerie abritant une chaussée à 2 voies. La galerie nord mesure 2,610 km et celle du sud 2,550 km. Elles sont construites sous le fond du fleuve, à 28 m sous le niveau de la mer à marée haute, à l'endroit le plus profond du tunnel.
Un péage est installé du côté du New Jersey. En 2003, le tarif s'élevait à 6 $ pour les voitures et 5 $ pour les motos, pour se rendre à Manhattan (le transit est gratuit dans l'autre sens). En 2023, le tarif s'élève à 16 $ pour les voitures et les motos, à 44 $ pour un camping-car et jusqu'à 132 $ pour un poids-lourd. 
D'après les données du Port Authority of New York and New Jersey, qui exploite le tunnel, le trafic enregistré pour l'année 2006 est de 34 730 000 véhicules.

## Histoire

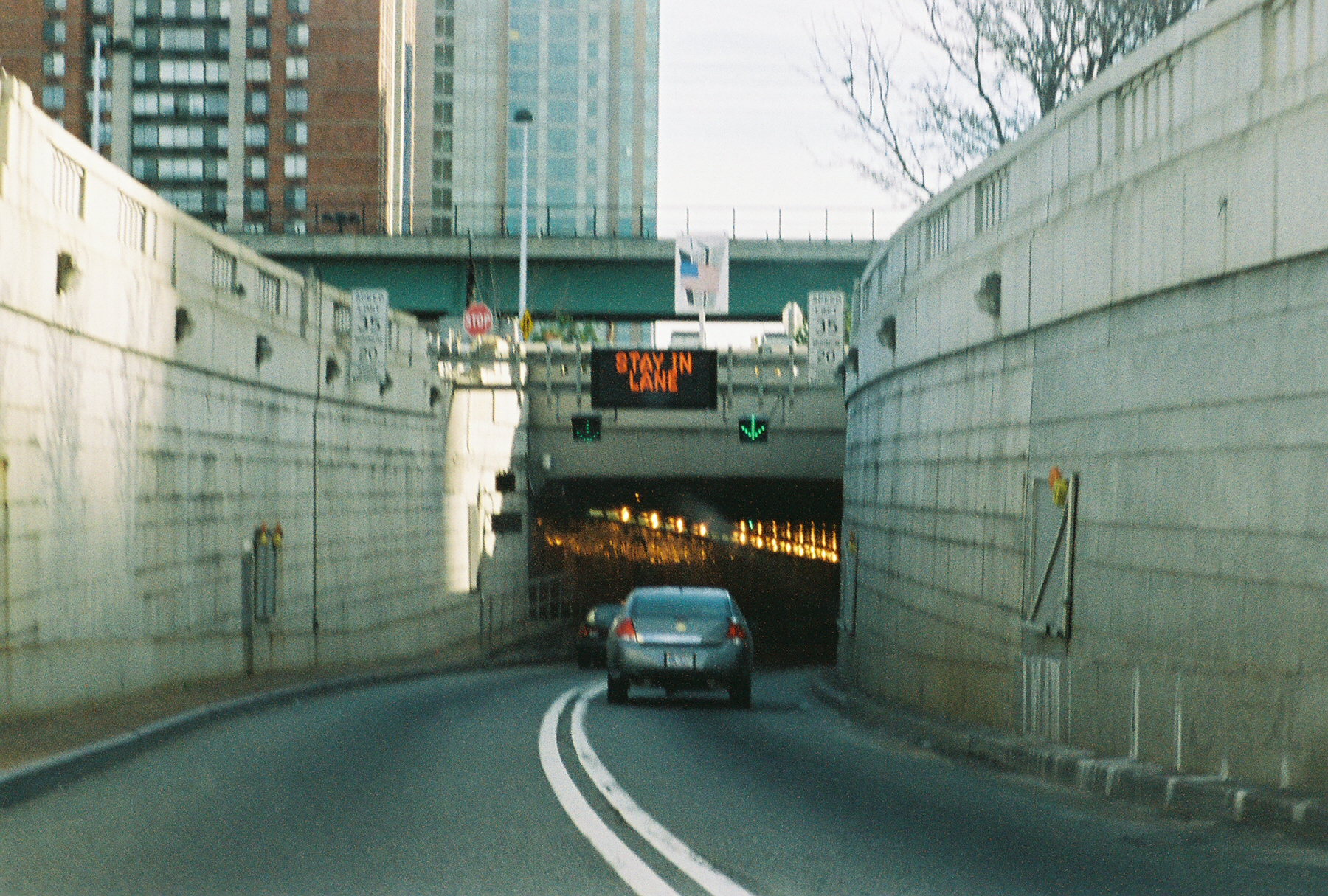
Entrée du tunnel sud, côté New Jersey.

Le projet pour franchir l'Hudson a été élaboré par une commission mixte, créée en 1906 par la ville de New York et l'État du New Jersey. Le plan initial prévoyait la construction d'un pont, mais il fut abandonné en 1913. En effet, sa hauteur aurait dû dépasser 60 m, afin de ne pas gêner le trafic fluvial et maritime. En conséquence, le coût d'acquisition des terrains nécessaires pour construire les voies d'accès s'avéra prohibitif.
Les deux premiers projets de tunnels (George Goethals puis Jacobs and Davies) préconisaient le percement d'une unique galerie, séparée en deux niveaux de circulation. Finalement, la proposition de Clifford Milburn Holland pour deux galeries remporta les suffrages.
Les travaux débutèrent en octobre 1920. En 1924, juste avant que ne s'opère la jonction entre les deux équipes de percement du tunnel, Holland succomba lors d'une ablation des amygdales, à l'âge de 41 ans. Son successeur, Milton H. Freeman, mourut également après quelques mois de travail sur le projet. C'est alors Ole Singstad qui reprit la direction des travaux et mit au point son système de ventilation innovant.
La construction du tunnel nécessitait que les ouvriers travaillent sous atmosphère à haute pression, afin d'empêcher l'eau du fleuve d'entrer dans les caissons. Les travailleurs devaient traverser une série de sas afin de rejoindre leur poste et de retourner sur le sol. Aucun incident de dépressurisation ne fut fatal, mais pendant les sept années de construction, une trentaine de personnes perdirent la vie dans divers accidents.
Ouvert le 13 novembre 1927, le tunnel connut un succès immédiat. Dès le premier jour d'exploitation, 51 694 véhicules l'empruntèrent, en payant 50 cent, le péage devant rembourser les 48 millions de dollars de coût de construction. En 1931, le tunnel passa sous la responsabilité du Port Authority of New York and New Jersey. En 2003, l'investissement total dépassait de 378 millions de dollars la mise initiale.
Les véhicules à traction animale ont toujours été interdits à l'intérieur du tunnel. En 1949, un incendie survenu à bord d'un camion transportant des produits chimiques causa d'importants dommages dans la galerie sud, et fit 66 blessés. Les travaux de réparation s'élevèrent à 600 000 dollars. Le transit de matières dangereuses fut alors strictement réglementé.
Après les attentats du 11 septembre 2001, le tunnel resta fermé pendant un mois, à l'exception des véhicules des services d'urgence. À sa réouverture, on adopta de nouvelles mesures restrictives : interdiction aux voitures transportant une seule personne (mesure levée le 17 novembre 2003) et aux camions. En 2005, l'accès aux semi-remorques et aux camions de gros tonnage est toujours interdit.
En 1996, le film catastrophe Daylight, avec Sylvester Stallone, se déroule dans le Holland tunnel.